# يوزف كورني
يوزف كورني (بالبولندية: Józef Górny)‏ هو لاعب كرة قدم بولندي، ولد في 17 مارس 1936 في تورون في بولندا، وتوفي في 30 أغسطس 2013. لعب مع ليخيا غدانسك.